# He's in Again
He's in Again est un film américain réalisé par Charley Chase, sorti en 1918. C'est un des nombreux films dans lesquels Billy West imite le personnage de Charlot.

## Synopsis
Un vagabond entre dans une salle de danse et demande du travail, mais le patron le met à la porte. Il revient et commande une bière, mais n'a pas d'argent pour la payer, et le patron le met à nouveau à la porte. Il revient une troisième fois, et le propriétaire l'engage en tant que danseur en remplacement du danseur qui est malade. Il est ensuite contraint de prendre la place d'un boxeur professionnel, car celui qui devait combattre ce soir-là ne se présente pas. Pendant ce temps, le méchant arrive avec une jeune fille que Billy tente de protéger.

## Fiche technique
- Réalisation : Charley Chase (Charles Parrott)
- Scénario : Vincent Bryan
- Producteur : Milton Cohen
- Durée : 24 minutes
- Date de sortie : 15 décembre 1918

## Distribution
- Billy West : un client
- Babe Hardy : le chef de rang
- Leo White : le jeune homme
- Ethelyn Gibson : la fille
- Blanche Payson : Vera Jello, danseuse
- Charles Parrott : le pianiste
- Budd Ross : un ivrogne
- Stanton Heck